# Pierrefonds, Oise
Pierrefonds là một xã thuộc tỉnh Oise trong vùng Hauts-de-France phía bắc nước Pháp. Xã này nằm ở khu vực có độ cao trung bình 81 mét trên mực nước biển..